# Kurt Andersson
Kurt Andersson (* 24. April 1939 in Malmberget) ist ein ehemaliger schwedischer Fußball-, Bandy- und Eishockeyspieler. Sowohl im Fußball als auch im Eishockey kam er zu Länderspielehren.

## Laufbahn

### Fußball
Andersson begann mit dem Fußballspielen bei Spånga IS, ehe er sich 1954 Bällsta IK anschloss. 1957 schloss er sich dem Erstligisten AIK Solna an, wo er in seiner ersten Spielzeit, der verlängerten Saison 1957/58, als Achtzehnjähriger bereits auf 25 Einsätze kam und dabei zwölf Saisontore erzielen konnte. Nach 70 Spielen und 31 Toren für die Schweden zog es ihn ins Ausland.
Im Sommer 1961 ging Andersson zu Udinese Calcio nach Italien, wo er bis 1964 aktiv war. Anschließend schloss er sich dem Varese FC an. Dabei kam der Auslandsprofi am 4. November 1964 zu seinem einzigen Länderspieleinsatz für die schwedische Nationalmannschaft. Im Rahmen der Qualifikation zur Weltmeisterschaft 1966 trat die Landesauswahl zum Auftakt bei der deutschen Nationalmannschaft an. Im Berliner Olympiastadion trennte man sich 1:1-Unentschieden.
1968 kehrte Andersson nach Schweden zurück und spielte erneut für AIK Solna. Bis 1971 spielte er noch 58 Erstligapartien für den Klub. Dabei traf er noch 14 Mal ins gegnerische Gehäuse. Ab 1972 ließ er seine Karriere in unterklassigen Ligen auslaufen. Zunächst wechselte er in die vierte Liga zu Ekerö IK. 1974 ging er zum Ligakonkurrenten IK Bele, mit dem er 1975 in die dritte Liga aufstieg.
1978 wechselte Andersson als Spielertrainer erneut in die vierte Liga und schaffte mit Bromstens IK auf Anhieb den Aufstieg in die dritte Liga. Allerdings wurde der Klassenerhalt verpasst. Anschließend war er noch zwei Spielzeiten Spielertrainer bei FC Kedjan und ab 1984 bei Söderhöjden/Vasa. 1987 ging er noch einmal zu Ekerö IK, wo er 1988 seine aktive Laufbahn beendete.

### Eishockey
Andersson spielte wie viele Schweden parallel zu seiner Fußballerkarriere auch Eishockey. Bei seinem Wechsel 1957 zu AIK schloss er sich daher auch der Eishockeymannschaft des Klubs an. 1958 stieg er mit der Mannschaft aus der zweitklassigen Division 2 auf. In der ersten Liga konnte bereits 1960 die Endrunde erreicht werden. Zwischen 1958 und 1960 wurde Andersson fünfmal in die schwedische Nationalmannschaft berufen. Mit seinem Wechsel nach Italien im Sommer 1961 beendete er seine Eishockeykarriere.

### Bandy
Andersson gehörte außerdem zum Kader der Bandymannschaft von AIK. Zwar wurde er als talentiert angesehen, jedoch bevorzugte er Eishockey und so kam er nur zu einem einzigen Einsatz für die Mannschaft in der ersten Liga.